# Холматов, Диёр Акмалович
Диёр Акмалович Холматов (узб. Diyor Akmalovich Xolmatov; род. 22 июля 2002, Фергана) — узбекистанский футболист, полузащитник клуба «Пахтакор» и сборной Узбекистана. Участник Олимпийских игр 2024 года.

## Клубная карьера
Родился в семье футболиста Акмала Холматова, игравшего за сборную Таджикистана. Диёр — воспитанник ташкентского «Пахтакора». Признавался лучшим полузащитником турнир памяти Бохадыр Иброхимова 2014 года.
Во взрослом футболе дебютировал под руководством Шоты Арвеладзе в рамках чемпионата Узбекистана 28 октября 2020 года в матче против «Машала» (4:1). По итогам 2021 года был включён в число трёх лучших молодых футболистов Узбекистана и тогда же принял решение продлить контракт с «Пахтакором» на два года. Впоследствии стал основным игроком «Пахтакора», с которым четыре раза побеждал в Суперлиге Узбекистана. Принимал участие в Лиге чемпионов АФК.

## Карьера в сборной
Выступал за юношескую сборную Узбекистана до 15 лет. В составе сборной Узбекистана до 23 лет дважды завоёвывал серебро на чемпионатах Азии среди молодёжных команд на турнирах 2022 и 2024 годов.
Впервые за национальную сборную Узбекистана сыграл 25 декабря 2023 года под руководством тренера Сречко Катанца в неофициальном матче против Кыргызстана (4:1). Был включён в состав Узбекистана на Кубок Азии 2023, который прошёл в Катаре, проведя на турнире лишь одну игру против Таиланда (2:1). В рамках отборочной кампании к чемпионату мира 2026 года провёл три игры.
Накануне старта Олимпийских игр 2024 года в Париже Тимур Кападзе включил Холматова в расширенный список футболистов для участия в турнире.

## Достижения
- Чемпион Узбекистана: 2020, 2021, 2022, 2023
- Обладатель Суперкубка Узбекистана: 2022
- Финалист Кубка Узбекистана: 2021
- Финалист Кубка Азии (до 23 лет): 2022, 2024